# Henk Bruna
Henk Bruna (Utrecht, 11 juni 1916 – Huis ter Heide, 22 februari 2008) was een Nederlands uitgever en directeur van kantoorboekhandel Bruna. Hij was een broer van A.W. (Abs) Bruna (1902-1996) en een oom van tekenaar Dick Bruna (1927-2017).
Van 1935 tot 1982 was Bruna directeur van zijn eigen keten van kantoorboekhandels.
Naast deze werkzaamheden stond Bruna aan de wieg van de Nederlandse tak van de Round Table, een internationale mannengezelligheidsvereniging. Op 7 juni 1946 richtte Bruna de eerste Nederlandsche Tafelronde op in zijn geboortestad Utrecht. In 1949 werd hij tot erelid van de Nederlandsche Tafelronde benoemd, en ook na zijn 40ste, de leeftijd waarop men afscheid van de vereniging dient te nemen, bleef hij begaan bij de vereniging. Ook was Henk Bruna van 1947 tot 1980 president van Boekverkooperscollegie Eendragt. Vanwege zijn grote verdiensten voor dit genootschap werd hij in 1980 erepresident van Eendragt.
Bruna overleed in Huis ter Heide op 91-jarige leeftijd. Bij zijn dood liet de directie van de kantoorvakhandel weten dat "'Mijnheer Henk' werd geprezen om zijn mensgerichtheid, koopmanschap, plichtsbesef en gaven op het gebied van inkoop en winkelinrichting".